# 野崎雅光
野崎 雅光（のざき まさみち、男性、1988年11月30日 - ）は、日本の元プロボクサー。東京都八王子市出身。八王子中屋ボクシングジム所属。第9代WBC世界ユースバンタム級王者。

## 来歴
2007年3月10日デビュー。2連敗の厳しいスタートだった。
2008年6月12日、日本武道館で開かれたワールドプレミアムボクシング・ダブル世界戦の前座で山口隼人から初勝利。以降は連勝を重ねる。2009年には全日本新人王も獲得。
2011年4月、メキシコのカネロ・プロモーションズと契約。
契約後初試合として2011年5月27日、グアダラハラにてジョナサン・トーレスと対戦し、判定勝利。
2011年7月29日、メキシコ2試合目としてエリベルト・リバスに判定勝利。
2012年8月10日、元東洋太平洋スーパーフライ級王者冨山浩之介と対戦するが4回TKOに屈し、自身初のKO負けとともに連勝も15で止まる。
2012年11月18日、沖縄コンベンションセンターでWBCユース世界バンタム級王座決定戦をベルゲル・ネブラン（ フィリピン）と争う。4回にカウントを取られるも、5回以降追い上げを見せて2-1の判定で逆転勝利、ユース王座獲得となった。
2013年3月17日、名古屋国際会議場にて初防衛戦として田中裕士と対戦し、引き分け、ユース王座規定によりこれを最後に王座返上。
2013年7月1日、「最強後楽園 日本タイトル挑戦権獲得トーナメント」準決勝に出場するが、石崎義人に判定負け。この試合を最後に現役を引退した。

## 戦績
- 21戦 16勝 6KO 4敗 1分

## 獲得タイトル
- 第56回全日本スーパーフライ級新人王
- 第9代WBC世界バンタム級ユース王座（防衛1=返上）